# Theocracy (videójáték)
A Theocracy egy valós idejű stratégiai játék, amit a Philos Laboratories fejlesztett, és a 2000-ben jelent meg a Ubisoft gondozásában. A játék a 15. században játszódik Közép-Amerikában, illetve Mexikóban, a játékos pedig egy helyi törzset vezet, aminek 100 év áll a rendelkezésére, hogy felkészüljön a spanyolok hódító hadjáratára. A többi törzs területét meg lehet erőszakkal szerezni, de lehetőség van békésebb módszerekre is. (Szövetségek létrehozása, kereskedelem a népek között.)

## A motorról
A magyar illetőségű 1995-ben alakult Philos Laboratories a fejlesztője ennek a játéknak. A játék egy MVOS (Morbid Vision Operating System extension) nevű motort használ, mely egy multiplatformos rendszer, azaz a vele készített játékok könnyen átültethetők más operációs rendszerre (Linux, Windows) illetve más gépre, konzolra (pl. Dreamcast, Nintendo 64). Ezt a motort használták fel Theocracy játékukban, és egy 3D bővítés elkészítése után terveik szerint ez lett volna az alapja következő programjaiknak is. A motor érdekessége, hogy a Theocracyban egyszerre óriási csapatok mozgatására képes, akár több ezer embert is képes megjeleníteni, de ez egy 2000-ben átlagos konfigurációjú gépet sem terhelt meg túlságosan.

## Háttér
A Theocracy egy RTS, azaz, egy valós idejű stratégiai játék, mely a 15. században, de egy alternatív világban, ahol az isteneknek valódi hatalmuk van, és az aztékok, maják és olmékok bukása után Közép-Amerika földjei más, új népek háborúitól véresek. A játékos ezen fiktív törzsek egyikének, az athlanok vezéreként lép a hadszíntérre. A játék célja, hogy a rendelkezésünkre álló idő alatt (körülbelül 100 év) egy erős birodalmat építsünk ki, mely képes visszaverni a spanyol inváziót. Első feladatként a játékosnak egy lázadás után egy teljes provinciát kell birtokba vennie.

## Játékmenet
A játékban 42 provincia kapott helyet, a Fields of Red Curse és Halls of Time területeket kivéve pedig mindegyiken ellenséges törzsek találhatók, melyek a játékos terjeszkedését nehezítik.
A játékban kétféle térkép található, a provinciális, ahol egy adott provincián történő mozgásokat, építkezéseket, csatákat bonyolíthatjuk le és a birodalmi, melyen Közép-Amerika egyes részeinek hovatartozását és a karavánok mozgását követhetjük nyomon. Ez utóbbin van lehetőségünk az idő megállítására, lassítására, gyorsítására is. Az első küldetés az egyedüli olyan a játékban, melynek teljesítése kötött, ezután már érvényesül a tervezők fő célja: a játékmenet innentől kezdve kötetlen. Ez azt jelenti, hogy a provinciák elfoglalásának sorrendje tetszőleges.
A Theocracyban az erdők kezelése eltér a megszokottól. A hasonló játékokban ugyanis az erdőbe nem küldhető egység, legfeljebb parasztokkal kiirtható az. A Theocracyban viszont nem létezik ilyen korlátozás és az erdőn keresztül – a normál körülményeknél valamivel kisebb sebességgel – juttathatóak az egységek a célponthoz. Ilyenkor egy-egy kis zászló jelzi az egységeket. Az erdő meneküléskor is hasznos, mert az üldözők nagyon könnyen lerázhatóak. Másik előnye még az erdőnek, hogy a támadó csapatokat csak az erdőből kiérve vagy támadáskor (pl. íjászok) veszi észre az ellenség.

## Nyersanyagok
Játékban fellelhető nyersanyagok:

Kukorica – Alapvető élelmiszer, a lámák egyetlen eledele.

Hús – Alapvető élelmiszer, valamivel nagyobb tápértékkel bír, mint a kukorica. A jaguárok egyetlen elede.

Fa – Építkezésre használt alapvető nyersanyag.

Kő – Építkezésre használt alapvető nyersanyag.

Jáde – Ékszerkészítésre használt nyersanyag.

Arany – Ékszerkészítésre használt nyersanyag.

Ékszer – Fizetőeszköz, építésekhez és kinevezésekhez használható. Előállításához aranyra és/vagy jádéra van szükség. (1 aranyból/jádéból 1 ékszer, 1 aranyól és 1 jádéból viszont 3 ékszer készíthető.)

## Egységek
Minden egységnek többféle tulajdonsága van, olyanok, mint például az életerő (HP), tapasztalat (XP), állóképesség (St), támadóérték (Att), védőérték (Def) és a morál. A morál egy fontos tényező, ugyanis ha nagyon lecsökken, az egység nem feltétlenül fog engedelmeskedni a játékos parancsának, vagy egyszerűen elrohan. A morál javítható előléptetéssel, lefokozással pedig rontható.

### Civilek
Rabszolga – a legalapvetőbb egység. Belőle képezhetőek a többi egység (munkások, katonák, papok stb.). Alapvető termelési-építési munkák elvégzésre is alkalmas, bár messze gyengébb hatásfokkal, mint az erre kiképzett szakemberek. A csatákban foglyul ejtett ellenséges katonák is mind rabszolgák lesznek.

Farmer – Ők az élelem megtermelői. Dolgozhatnak tanyán, farmon, és halászkunyhóban.

Bányász – kő-, arany-, és jádebányában dolgozhatnak. 

Favágó – Értelemszerűen favágókunyhóban dolgozatnak. 

Ötvös – Ők állítják elő a birodalom számára az Ékszert, mely aranyból és/vagy jádéből készül. Kiképzésükhöz minimum Közepes Iskola szükséges.

Építőmester – Nagymértékben meggyorsítják az építkezést, sőt bizonyos épületek elkészítéséhez elengedhetetlen jelenlétük. Kiképzésükhöz minimum Közepes Iskola szükséges.

Láma – Ők végzik a nyersanyagok szállítását a provinciák között, a lámavezető irányításával. Lámakarámban születnek, ha van az épületben lámavezető és elegendő kukorica.

Lámavezető – Lámák vezetésével foglalkoznak, harcolni nem tudnak. 

Kereskedő – A kereskedők 2 provincia közti folyamatos áruszállításhoz / kereskedelemhez szükségesek. A Palotában képezhetőek ki.

Kormányzó – A kormányzó egy provincia irányítását végzi, a játékos által előre beállított termelésre, építkezésekre vonatkozó paraméterek szerint. Palotában nevezhető ki, némi ékszer ellenében.

### Hadsereg
Felderítő – Harcolni nem képes, viszont minden más egységnél jóval messzebb lát, így segítségükkel a játékos időben észreveheti a támadó ellenséget.

Kardos – A hadsereg gerincét alkotják, közelharcban kiválóak.

Dárdás – A hadsereg gerincét alkotják, mind távolsági, mind közelharcban közepesek. Nem támadnak olyan messzire mint az íjászok, de nagyobb sebzéssel bírnak. A három alapegység közül ők a leglassabbak.

Íjász – A hadsereg gerincét alkotják, közelharcban nagyon gyengék. A dárdásnál messzebb lőnek, de gyengébbet. Kiképzésükhöz szükség van fegyverkészítő műhelyre is.

Parancsnok – Segítségükkel csapataid formációkat vehet fel, így növelve a csapat harcértékét. Kardosok, dárdások, és íjászok közül előléptetéssel nevezhetőek ki.
Jaguáridomár – Jaguárokat vezetik, de harcolni is képesek. 

Jaguár – Igen hatékony harci egységek, de ha az idomáruk meghal, mindenkit támadni fognak aki csak a közelükbe merészkedik. A jaguárketrecben születnek, ha van jaguáridomár a ketrecben, és van elegendő hús a provincián.

Sárkányíj – Félelmetes ballista-szerű ostromgépek, melyek hatalmas pusztításra képesek az ellenség sorai között. Irányításához 5 rabszolga szükséges.

Papok – Papok segítségükkel leszünk képesek különböző varázslatok végrehajtására. Ezek a varázslatok öt különböző szférába tartoznak, egy pap pedig csak egy szféra varázslatait ismerheti. A varázsláshoz manna szükséges, amihez úgy juthatunk, ha áldozatot mutatunk be a piramisokban. Ezek az áldozatok pedig valóban áldozatok lesznek a szó azon értelmében, hogy saját embereinket kell feláldoznunk, ez pedig sok esetben nehéz döntés lesz. Egy képzettebb, tapasztaltabb karakter feláldozása ugyanis több mannát eredményez, így jól meg kell gondolnunk, hogy inkább harcra, vagy mannaszerzésre használjuk fel őket.

Hősök – Hősökhöz ritkán juthatunk. Ők erős harcosok, de védekezésben elég gyengén viselkednek. Velük inkább a főbb ellenfelek legyőzését végezhetjük, főleg, ha azokat nem védik már mások. Minden hősnek van története és általában egy vagy több különleges képessége. (Regenerálódás, immunitás bizonyos varázslatokra, stb.)

## Épületek

### Gazdasági épületek
Favágókunyhó – Fa kitermelésére szolgáló épület.

Tanya – Hús termelésére szolgáló épület.

Halászkunyhó – Hús termelésére szolgáló épület.

Kis/Nagy Farm – Kukorica termelésére szolgáló épület.

Ötvösműhely – Ékszer készítésére szolgáló épület.

### Oktató épületek
Kis/Közepes/Nagy Iskola – Mesteremberek képzésére szolgáló épület. a Kicsiben csak favágó, farmer, és bányász képezhető, míg közepes és nagy iskolában már ötvös és építőmester is.

Kis/Közepes/Nagy Barakk – Kardos, Dárdás, és Íjász kiképzésére szolgáló épület.

Fegyverkészítő műhely – íjászok képzéséhez elengedhetetlen épület, emellett itt tekinthető meg a provincia hadseregének összetétele, és egészségi állapota.

Palota – a provincia irányításának központja. Kereskedő, Felderítő, és Kormányzó képezhető itt ki. Ékszer ellenében Oktatási központtá is fejleszthető.

Piramisok – A provincia vallási központjai. Papok, főpapok képezhetőek ki bennük, és itt végzik az emberáldozatokat is, melyből az égi szférák a manát nyerik. Bár minden piramis magától is termel valamennyi manát, az áldozatok bemutatásával ez növelhető.

Kórházak – Provincián lévő sebesültek gyógyulását segítik elő, és növelik a népszaporulatot.

Raktárak – Nyersanyagok tárolására szolgálnak.

### Speciális épületek
Ezen épületek csak egy-egy küldetés teljesítése után elérhetőek:

Lámakarám – Lámák, Lámavezetők képzése folyik itt.

Jaguárketrec – Jaguárok, Jaguáridomárok képzése folyik itt.

Csodák terme – Sárkányíjak gyártása folyik itt.

## Varázstárgyak
A játékban fellelhetőek bizonyos varázstárgyak, melyek egységeinket speciális tulajdonságokkal ruházzák fel. Ezek lehetnek különleges ékszerek, csatabárdok, kardok, dárdák, íjak, pajzsok, vagy akár maszkok is.

## Többjátékos mód
A játék lehetőséget biztosít internetes, illetve helyi hálózatos játékra is, melyben lehetőség van egy-egy csata lebonyolítására. A játékosok itt egy előre beállított ékszermennyiségből vásárolják össze haderejüket, papságukat, illetve a számukra elengedhetetlen manát is.

## Külső hivatkozások
Theocracy bétateszt

## Fordítás
Ez a szócikk részben vagy egészben  a   Theocracy (computer game) című angol Wikipédia-szócikk fordításán alapul.  Az eredeti cikk szerkesztőit annak laptörténete sorolja fel. Ez a jelzés csupán a megfogalmazás eredetét és a szerzői jogokat jelzi, nem szolgál a cikkben szereplő információk forrásmegjelöléseként.